# 小行星2056
小行星2056（2056 Nancy）是一颗围绕太阳公转的小行星。1909年10月15日，約瑟夫·亨弗里奇在海德堡发现了此天体。
該小行星以英國天文學家布萊恩·馬斯登的妻子南希·盧·齊塞爾·馬斯登（Nancy Lou Zissell Marsden）命名。
这颗小行星的绝对星等为145.3647762974847等。